# Chuuk Lagoon
Chuuk Lagoon, anteriormente Truk Lagoon, é um corpo de água protegido no Pacífico central. A cerca de 1 800 km a nordeste da Nova Guiné, está localizado no meio do oceano, a 7 graus de latitude norte, e faz parte do Estado de Chuuk, nos Estados Federados da Micronésia. O atol consiste em um recife de proteção, 225 km, cercando um porto natural de 79 × 50 km, com uma área de 2 130 km2. Possui uma área de 93,07 km2, com uma população de 36.158 pessoas e uma altura máxima de 443 m. A cidade de Weno, em Moen Island, funciona como a capital do atol e também como a capital do estado e é a maior cidade do FSM, com 13.700 habitantes.

## Nome
Chuuk significa montanha na língua chuukese. A lagoa era conhecida principalmente como Truk (uma pronúncia errada de Ruk), até 1990. Outros nomes incluem Ruk, Hogoleu, Torres, Ugulat e Lugulus.

## Geografia
Chuuk Lagoon faz parte do grupo maior das Ilhas Carolinas. A área consiste em onze ilhas principais (correspondendo aos onze municípios da lagoa Truk, que são os grupos Tol, Udot, Fala-Beguets, Romanum e Eot do Faichuk, e Weno, Fefan, Dublon, Uman, Param e Tsis de Namoneas grupo) e quarenta e seis menores dentro da lagoa, além de quarenta e um no recife de coral, e hoje são conhecidos como as ilhas Chuuk, parte dos Estados Federados da Micronésia no Oceano Pacífico.

## Tabela das principais ilhas
Esta é a seguinte lista de ilhas, aldeias e população após o censo de 2010:
| ilha              | Capital    | Outras cidades | Área (km²) | População |
| ----------------- | ---------- | --- | ---------- | --------- |
| Atol de Chuuk     |            | | 93,07      | 36158     |
| Faichuk           |            | | 41,8       | 11305     |
| Fala-Beguets      | Nepitiw    | Peniamwan, Wichuk, Seisein, Sapotiw                                                                                                   | 1,62       | 672       |
| Paata             | Sapaata    | Chukufefin, Nukaf, Epin, Pokochou, Etlemar, Onas Point                                                                                | 4.4.       | 1107      |
| Polle             | Nepanonong | Chukaram, Neton, Malaio, Unikappi, Sapou, Miari, Neirenom                                                                             | 9,3        | 1496      |
| Romanum           | Winisi     | Chorong, Nepor Point | 0 856      | 865       |
| Para mim          | Fason      | Chukiono, Netiw, Wichukuna, Onip, Ururion, Nechocho, Munien, Faro, Winifei                                                            | 10,3       | 4579      |
| Udot              | Fanomo     | Tunuk, Gancho, Ounechen, Monowe, Chukisenuk, Mwanitiw, Penia                                                                          | 4.5        | 1680      |
| Wonei             | Nambo      | Foup, Amachang, Fonpo, Onnap, Fanato, Nepos, Peniata, Sapitiw, Anakun, Tolokas, Ras                                                   | 10         | 638       |
| Namóneas do Norte | Nós não    | Novo, Mwan, Nepukos, Iras, Mechitiw, Tunuk, Peniesene, Penia, Wichap                                                                  | 20,76      | 14620     |
| Fono              | Fanip      | Mesor | 0 342      | 388       |
| Piis              | Nukan      | Sapatiw | 0,32       | 360       |
| Nós não           | Nós não    | Novo, Mwan, Nepukos, Iras, Mechitiw, Tunuk, Peniesene, Penia, Wichap                                                                  | 19.1       | 13854     |
| Namóneas do Sul   |            | | 30,42      | 10233     |
| Fefan             | Messa      | Sapota, Aun, Sapore, Upwein, Fason, Wininis, Pieis, Ununo, Fongen, Onongoch, Feini, Mwen, Saporanong, Manukun, Meseiku, Kukuwu, Sopuo | 12.15      | 3471      |
| Tonowas           | Nemuanon   | Pwene, Chun, Nechap, Tonof, Pata, wonpiepi, Meseran, Fankachau, Sapou, Roro, Penior, Nukanap, Penienuk, Saponong, Supun, Nukan        | 8,94       | 3294      |
| Ilha Uman         | Nepononong | Sapou, Nepon, Sapotiw, Sapota, Nesarau, Sanuk, Mochon, Nukan, Manukun                                                                 | 3,86       | 2540      |

| Dados climáticos para Chuuk Islands | Dados climáticos para Chuuk Islands | Dados climáticos para Chuuk Islands | Dados climáticos para Chuuk Islands | Dados climáticos para Chuuk Islands | Dados climáticos para Chuuk Islands | Dados climáticos para Chuuk Islands | Dados climáticos para Chuuk Islands | Dados climáticos para Chuuk Islands | Dados climáticos para Chuuk Islands | Dados climáticos para Chuuk Islands | Dados climáticos para Chuuk Islands | Dados climáticos para Chuuk Islands | Dados climáticos para Chuuk Islands |
| Mês                                 | Jan                                 | Fev                                 | Mar                                 | Abr                                 | Mai                                 | Jun                                 | Jul                                 | Ago                                 | Set                                 | Out                                 | Nov                                 | Dez                                 | Ano                                 |
| ----------------------------------- | ----------------------------------- | ----------------------------------- | ----------------------------------- | ----------------------------------- | ----------------------------------- | ----------------------------------- | ----------------------------------- | ----------------------------------- | ----------------------------------- | ----------------------------------- | ----------------------------------- | ----------------------------------- | ----------------------------------- |
| Média alta °C (°F)                  | 30 (86)                             | 30 (86)                             | 30 (86)                             | 31 (87)                             | 31 (87)                             | 31 (87)                             | 31 (87)                             | 31 (87)                             | 31 (87)                             | 31 (87)                             | 31 (87)                             | 30 (86)                             | 31 (87)                             |
| Média baixa °C (°F)                 | 25 (77)                             | 25 (77)                             | 25 (77)                             | 25 (77)                             | 25 (77)                             | 24 (76)                             | 24 (76)                             | 24 (75)                             | 24 (76)                             | 24 (76)                             | 24 (76)                             | 25 (77)                             | 24 (76)                             |
| Média precipitação mm (pol.)        | 226 (8.9)                           | 170 (6.7)                           | 224 (8.8)                           | 312 (12.3)                          | 363 (14.3)                          | 300 (12)                            | 348 (13.7)                          | 353 (13.9)                          | 320 (12.6)                          | 345 (13.6)                          | 287 (11.3)                          | 307 (12.1)                          | 3 564 (140,3)                       |
| Fonte: Weatherbase                  |                                     |                                     |                                     |                                     |                                     |                                     |                                     |                                     |                                     |                                     |                                     |                                     |                                     |

## História

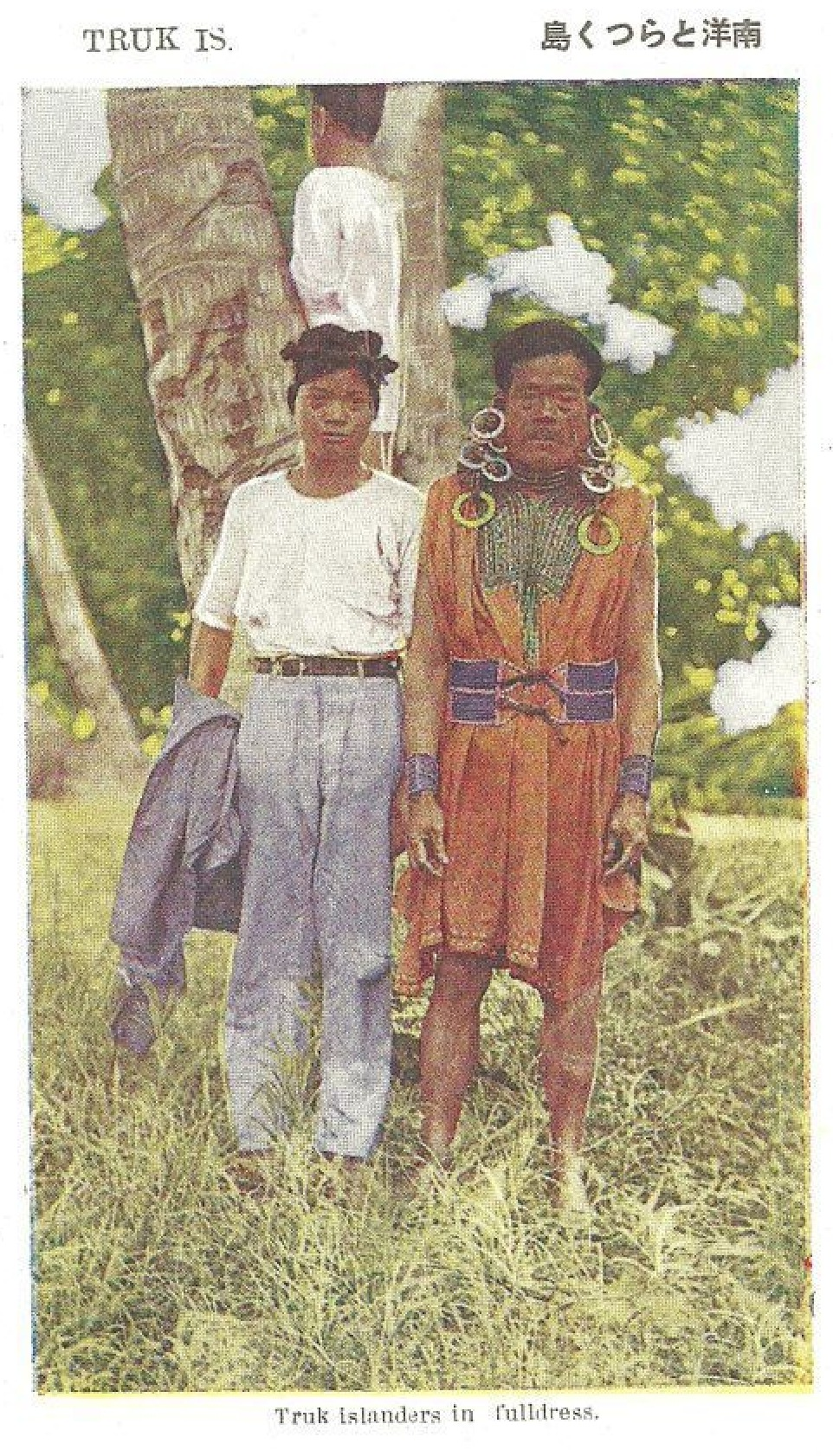
Micronesian nativo da ilha japonesa de Truk, por volta dos anos 30.

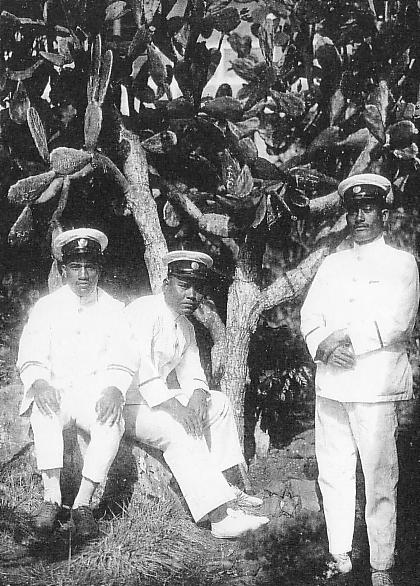
Soldados da Micronésia nativos da ilha japonesa de Truk, por volta de 1930. Truk tornou-se propriedade do Império do Japão, sob mandato da Liga das Nações, após a derrota da Alemanha na Primeira Guerra Mundial.

### Pré-história
Não se sabe quando as ilhas de Chuuk foram estabelecidas pela primeira vez, mas evidências arqueológicas indicam que as ilhas de Feefen e Wééné tinham assentamentos humanos no primeiro e no segundo século aC. Evidências posteriores indicam que assentamentos humanos generalizados apareceram em Chuuk durante o século XIV.

### Colonialismo
O primeiro avistamento registrado pelos europeus foi feito pelo navegador espanhol Álvaro de Saavedra a bordo do navio Flórida durante agosto ou setembro de 1528. Mais tarde, eles foram visitados pelo espanhol Alonso de Arellano em 15 de janeiro de 1565 a bordo do galeão patache San Lucas.
Como parte das Ilhas Caroline, Truk foi reivindicado pelo Império Espanhol, que fez um esforço para controlar as ilhas no final do século XIX. A lagoa Chuuk era então habitada por várias tribos que se engajavam em guerra intermitente, bem como por uma pequena população de comerciantes e missionários estrangeiros. O controle espanhol sobre as ilhas era nominal. Os espanhóis pararam para levantar uma bandeira sobre Chuuk em 1886 e retornaram em 1895 como parte de uma tentativa de afirmar o controle e negociar a paz entre as tribos em guerra de Chuukese. Nenhum assentamento espanhol permanente foi estabelecido e a violência tribal continuou até a era colonial alemã.
As Ilhas Caroline foram vendidas ao Império Alemão em 1899, depois que a Espanha se retirou do Pacífico após a Guerra Hispano-Americana.
Durante a Primeira Guerra Mundial, a Marinha do Japão foi incumbida de perseguir e destruir o Esquadrão Alemão do Leste Asiático e de proteger as rotas marítimas para o comércio aliado nos oceanos Pacífico e Índico. Durante o curso desta operação, a Marinha japonesa apreendeu as posses alemãs nos grupos Marianas, Carolines, Ilhas Marshall e Palau em outubro de 1914.  Chuuk tornou-se possessão do Império do Japão sob mandato da Liga das Nações após a derrota da Alemanha na Primeira Guerra Mundial.   

### Segunda Guerra Mundial

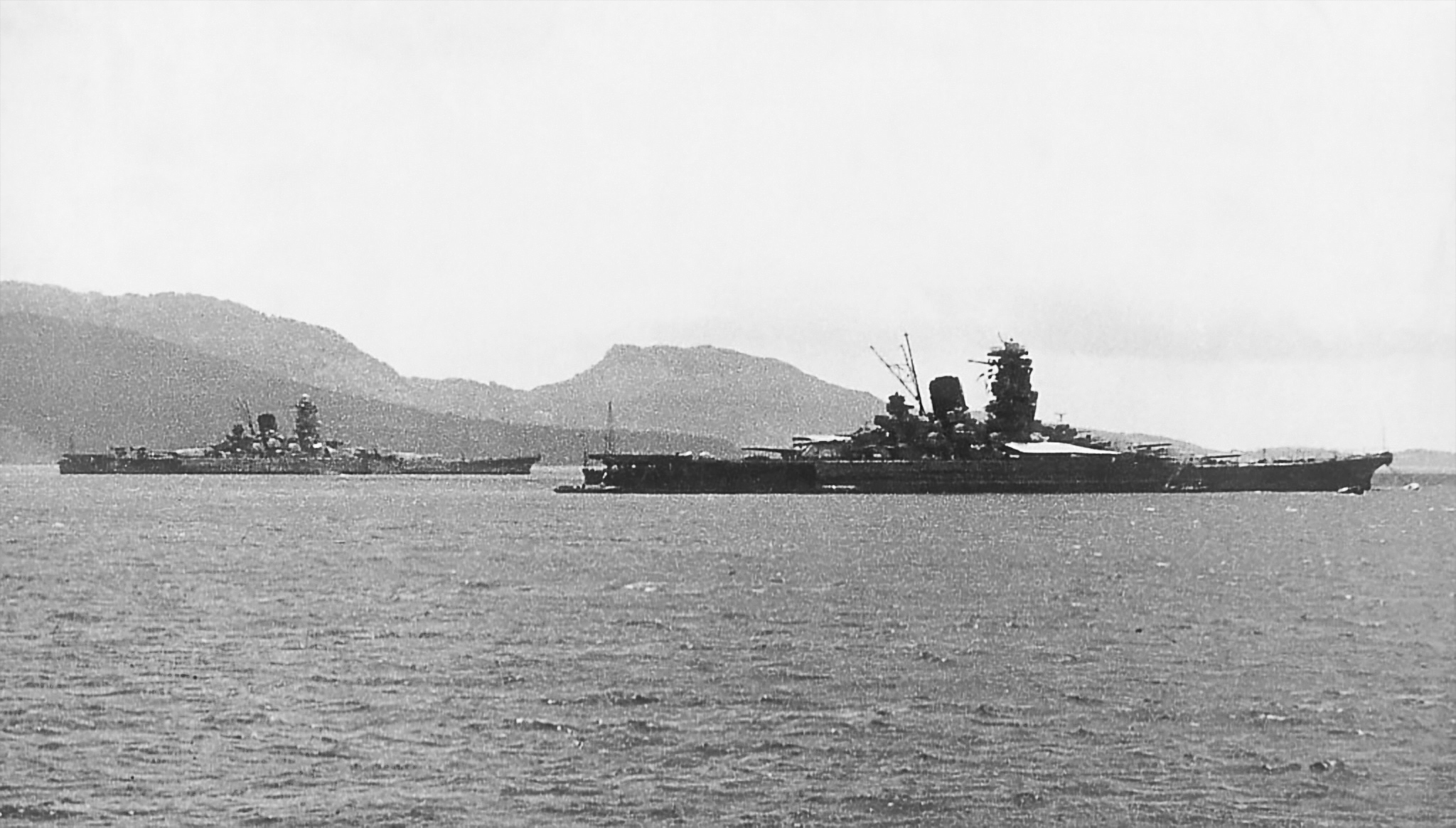
Encouraçados japoneses Yamato e Musashi ancorados nas Ilhas Truk em 1943.

Durante a Segunda Guerra Mundial, Truk Lagoon foi a principal base do Império do Japão no teatro do Pacífico Sul. Truk era uma base fortemente fortificada para operações japonesas contra as forças aliadas na Nova Guiné e nas Ilhas Salomão, servindo como ancoradouro avançado da frota imperial japonesa.
A Lagoa Truk era considerada a mais formidável de todas as fortalezas japonesas no Pacífico. Nas várias ilhas, o Departamento de Engenharia Civil do Japão e o Departamento de Construção Naval construíram estradas, valas, bunkers e cavernas. Cinco pistas de pouso, bases de hidroaviões, uma estação de torpedos, oficinas de reparos submarinos, um centro de comunicações e uma estação de radar foram construídas durante a guerra. Protegendo essas várias instalações estavam armas de defesa costeira e instalações de argamassa. A guarnição japonesa consistia em 27.856 homens da IJN, sob o comando do vice-almirante Masami Kobayashi, então vice-almirante Chuichi Hara, e 16.737 homens da IJA, sob o comando do major-general Kanenobu Ishuin. Devido às suas fortes fortificações, naturais e artificiais, a base em Truk era conhecida pelas forças aliadas como "a Gibraltar do Pacífico".
Uma parcela significativa da frota japonesa estava sediada em Truk, com seu centro administrativo em Tonoas (sul de Weno). Ancorados na lagoa, estavam os navios de guerra da Marinha Imperial Japonesa, porta-aviões, cruzadores, destróieres, navios-tanque, navios de carga, rebocadores, canhoneiras, caça-minas, embarcações de desembarque e submarinos. Em particular; Yamato e Musashi ficaram em Truk por meses por volta de 1943, incapazes de participar da batalha. Alguns descreveram Truk como o equivalente do Japão ao Pearl Harbor dos americanos.
Em 1944, a capacidade de Truk como base naval foi destruída por ataques aéreos navais. Previstos pela inteligência uma semana antes do ataque americano, os japoneses haviam retirado seus navios de guerra maiores (cruzadores pesados e porta-aviões) para Palau. Depois que as forças americanas capturaram as Ilhas Marshall, elas as usaram como base para iniciar um ataque matutino em 17 de fevereiro de 1944 contra a Lagoa Truk. A operação Hailstone durou três dias, quando aviões americanos baseados em porta-aviões afundaram doze navios de guerra japoneses menores (cruzadores leves, destróieres e auxiliares) e trinta e dois navios mercantes, destruindo 275 aeronaves, principalmente no solo. As consequências do ataque fizeram da "lagoa Truk o maior cemitério de navios do mundo".
Os ataques, na maior parte, acabaram com Truk como uma grande ameaça às operações dos Aliados no Pacífico central. A guarnição japonesa em Eniwetok foi negada qualquer esperança realista de reforço e apoio durante a invasão que começou em 18 de fevereiro de 1944, ajudando grandemente as forças americanas na conquista daquela ilha. Truk foi isolado pelas forças aliadas (principalmente dos EUA), enquanto continuavam seu avanço em direção ao Japão, invadindo outras ilhas do Pacífico, como Guam, Saipan, Palau e Iwo Jima. Foi atacado novamente de 12 a 16 de junho de 1945 por parte da frota do Pacífico Britânico durante a Operação Preso. Isoladas, as forças japonesas em Truk e outras ilhas do Pacífico central ficaram com pouca comida e enfrentaram a fome antes que o Japão se rendesse em agosto de 1945.

## Hoje

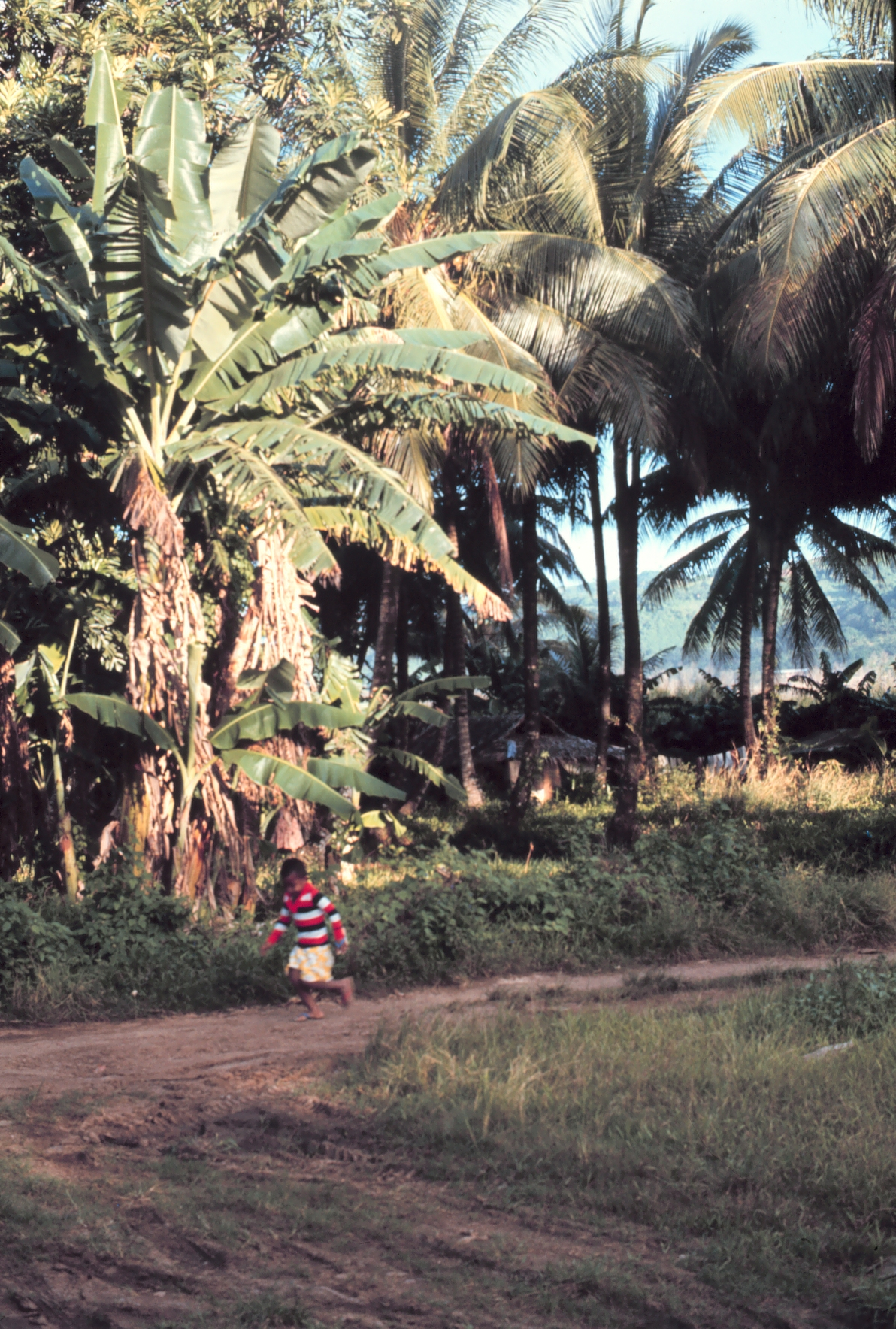
Vista para Chuuk

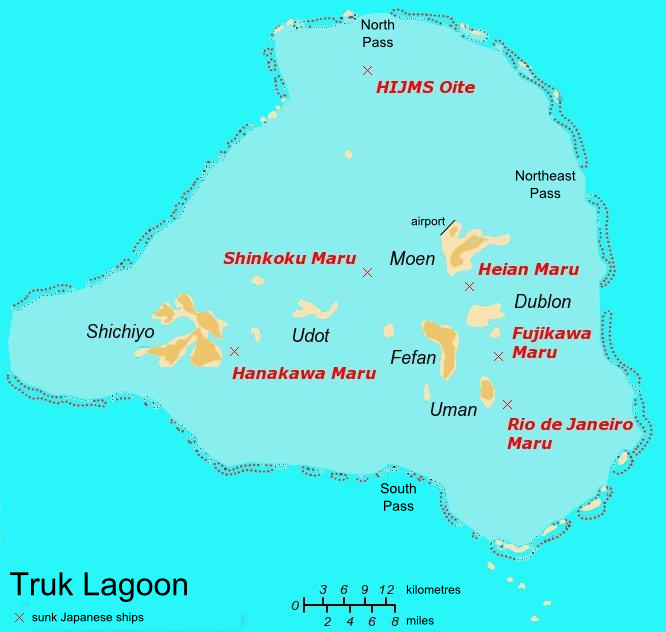
Atol de Chuuk

Em 1969, William A. Brown e o oceanógrafo francês Jacques Cousteau e sua equipe exploraram a Truk Lagoon. Após o documentário televisivo de Cousteau em 1971 sobre a lagoa e seus restos fantasmagóricos, o local se tornou um paraíso para o mergulhador, atraindo entusiastas de naufrágios de todo o mundo para ver seus inúmeros navios afundados praticamente intactos. Os naufrágios e restos às vezes são chamados de "Frota Fantasma da Lagoa Truk". Espalhados principalmente nas ilhas Dublon, Eten, Fefan e Uman no grupo Truk, vários naufrágios estão em águas cristalinas a menos de 15 m (49 ft)   abaixo da superfície. Em águas desprovidas de correntes oceânicas normais, os mergulhadores podem nadar facilmente através de conveses repletos de máscaras de gás e cargas de profundidade e sob o convés podem ser encontradas evidências de restos humanos. Nos porões enormes dos navios estão os restos de aviões de combate, tanques, escavadeiras, vagões, motocicletas, torpedos, minas, bombas, caixas de munições, rádios, além de milhares de outras armas, peças de reposição e outros artefatos. De especial interesse é o naufrágio do submarino I-169 Shinohara, que foi perdido ao mergulhar para evitar o bombardeio. O submarino havia participado do ataque a Pearl Harbor em dezembro de 1941.
Em 13 de novembro de 1973, Kimiuo Aisek, um nativo Chuukese de Tonoas (Dublon), abriu a primeira operação de mergulho na Micronésia, a Blue Lagoon Dive Shop. Aos 17 anos de idade, ele testemunhou o ataque americano da "Operação Hailstone", de 17 a 18 de fevereiro de 1944. Antes do ataque, ele havia trabalhado com os japoneses como estivador e falava japonês fluentemente. A biografia de Aisek, "Testemunha de guerra: o mergulhador mestre de Truk Lagoon, Kimiuo Aisek" foi publicada por Dianne M. Strong no 40º aniversário da loja de equipamentos de mergulho, em 13 de novembro de 2013. Aisek havia comprado o antigo Truk Continental Hotel em 1998 da Continental Airlines. Aisek reverenciara os destroços como locais de sepulturas e foi um dos primeiros defensores da conservação e do Monumento Nacional da Lagoa de Truk, fundado pela Assembléia Legislativa do Distrito de Truk em 1972. Conhecido como localizador de naufrágios e guia de mergulho, Aisek recebeu muitas celebridades, incluindo fotógrafos subaquáticos Al Giddings e Chuck Nicklin, oceanógrafo-conservacionista Dr. Sylvia Earle, John Kennedy Jr., fundador da Special Olympics Timothy Shriver, astronauta da Hubble, Kathy Sullivan, da NASA, James Cameron, do Titanic, Miss Universo Shawn Weatherly de 1980, estrela de TV e cinema Bill Paxton, e "Caçador de Crocodilos" da Austrália, Steve Irwin. Aisek morreu aos 73 anos em 4 de janeiro de 2001. Em 2009, Aisek foi o primeiro a ser introduzido postumamente no Hall da Fama do Mergulho Internacional em Grand Cayman. Em 13 de setembro de 2014, o filho de Aisek, Gradvin, dedicou o Museu Memorial Kimiuo Aisek, com 2400 pés quadrados. Localizado próximo ao Truk Blue Lagoon Resort e Dive Shop, é o primeiro museu no estado de Chuuk. Ele contém a maior coleção de artefatos náuticos da Micronésia e inclui uma exposição etnográfica de Chuukese.
Os destroços incrustados de corais atraem uma variedade diversificada de vida marinha, incluindo arraias, tartarugas, tubarões e corais. Em 2007, 266 espécies de peixes de recife foram registradas por uma equipe do Earthwatch e em 2006 o coral raro Acropora pichoni foi identificado.
Em 12 de abril de 2011, o programa Correspondente Estrangeiro da Australian Broadcasting Corporation (ABC) exibiu um relatório na Lagoa Chuuk comparando o efeito da iminente liberação massiva de dezenas de milhares de toneladas de petróleo dos navios de guerra japoneses enferrujados nos recifes de corais. Exxon Valdez derrama no Alasca. No entanto, dado o mau estado do esforço de guerra japonês em 1944, muitos dos navios podem ter quantidades relativamente pequenas de combustível em seus bunkers. As organizações de proteção ambiental estão examinando os destroços, enquanto também consultam pesquisadores japoneses para tentar determinar a quantidade de petróleo provável nos cascos, principalmente em três navios-tanque afundados.
Os navios são classificados como um túmulo de guerra japonesa, exigindo o envolvimento do governo japonês na eventual limpeza.

## Economia e infraestrutura

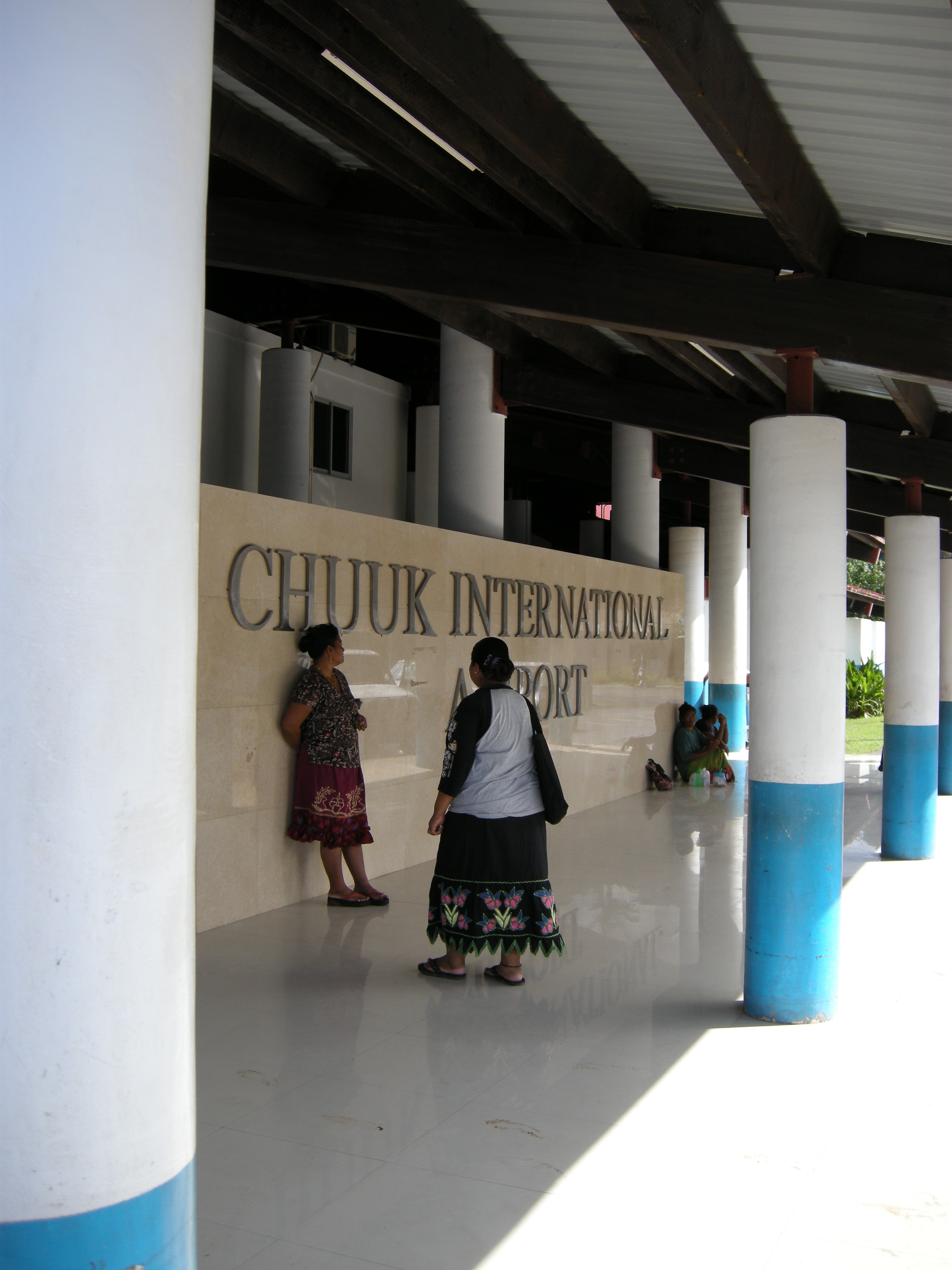
Aeroporto Internacional de Chuuk

A maioria das estradas e sistemas de transporte são pobres ou em mau estado de conservação; um extenso plano de reconstrução de infra-estrutura foi iniciado. Consiste em um projeto de cinco fases para reconstruir completamente os sistemas existentes de esgoto, água e drenagem pluvial, além de despejar estradas de concreto de 10 "na maioria das aldeias de Weno. A licitação contratual final foi concluída no final de 2008 e a construção começou em junho de 2009. A conclusão da Fase 1, que se estende do Aeroporto Internacional de Chuuk até o centro da cidade, até a vila de Mwan e engloba as estradas para o centro financeiro, hospital, centro governamental e local projetado do Colégio da Micronésia, está prevista para ser concluída em 2012. A pesquisa para a Fase 2, que se estende da vila de Mwan até Wiichap, está em andamento.
O custo de um táxi varia entre um dólar (US $ 1) e dois dólares (US $ 2), dependendo da distância percorrida. Atualmente, uma viagem de carro do aeroporto para o resort e loja de mergulho Blue Lagoon pode levar até 35 minutos para ser concluída, embora a distância seja inferior a 8 km. O Aeroporto Internacional de Chuuk ( código do aeroporto IATA TKK) fica na ilha administrativa de Moen. É servido pela United Airlines, anteriormente Continental Micronésia, conhecida localmente como Air Mike.
O governo do estado opera uma estação de rádio. A comunicação entre as ilhas é frequentemente realizada usando o rádio da banda dos cidadãos. Os serviços telefônicos são limitados em Chuuk, embora uma rede celular seja estabelecida em algumas ilhas da lagoa e, em um futuro próximo, nas ilhas externas. O acesso à Internet de alta velocidade via ADSL foi disponibilizado por assinatura mensal na ilha de Moen a partir de maio de 2010.
O turismo, especialmente o mergulho entre os muitos destroços da Lagoa Truk, é a principal indústria da ilha, com mergulhos ao vivo a bordo, entre as formas mais populares de ver as centenas de destroços localizados nas águas rasas da lagoa. A copra, carne seca de coco, é a única cultura comercial e a produção é relativamente insignificante. A maioria dos habitantes das ilhas periféricas se dedica apenas a atividades de subsistência.

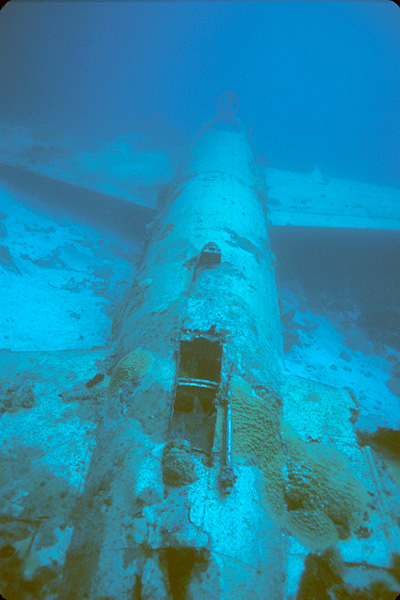
Bombardeiro Mitsubishi "Betty"
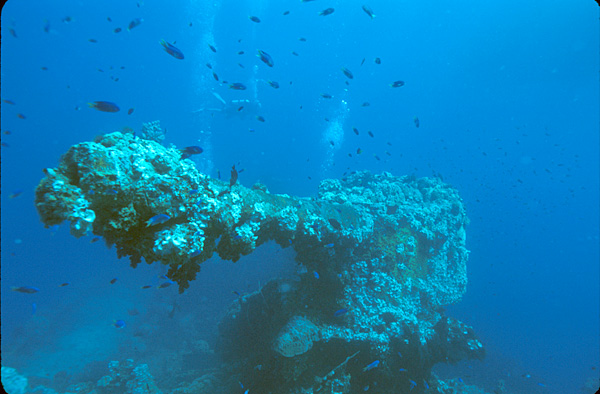
Arma de proa do Fujikawa Maru
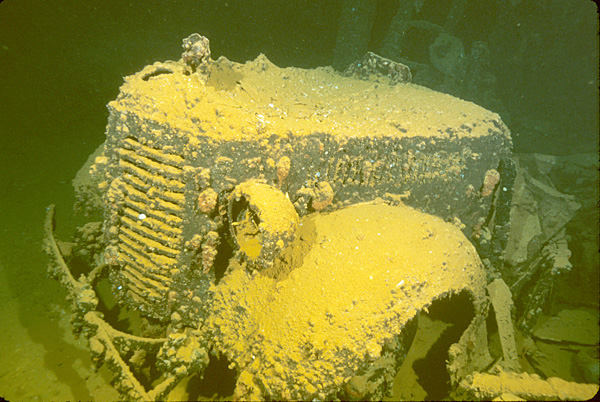
Caminhão dos anos 30 no porão do Hoki Maru
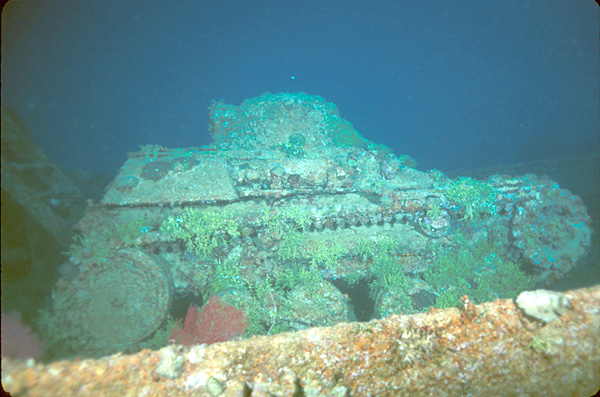
Tanque de dois homens no convés do Nippo Maru
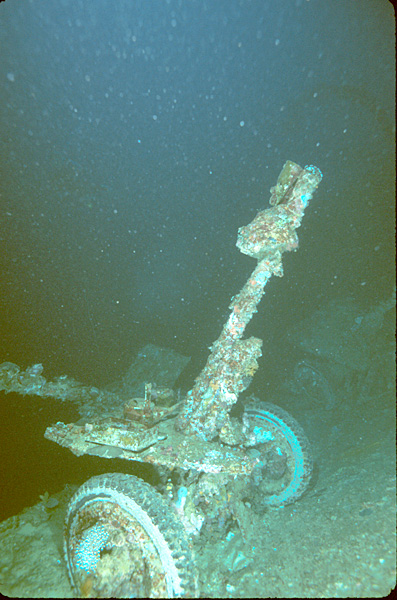
Peça de artilharia leve no convés do Nippo Maru
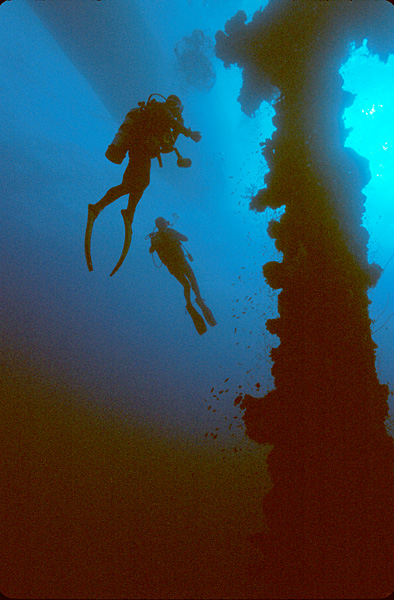
Mergulhadores ao lado do mastro do Unkai Maru
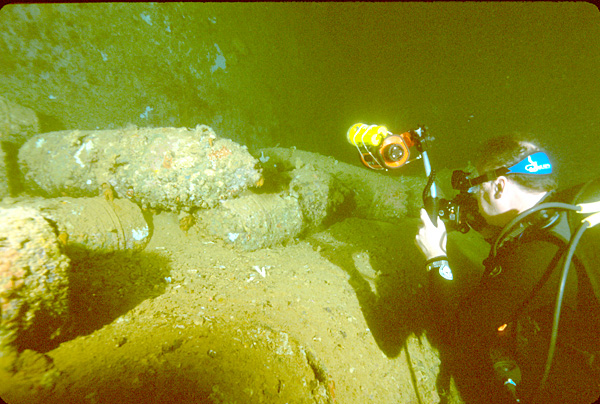
Mergulhador fotografando projéteis de artilharia de 14 polegadas no Yamagiri Maru
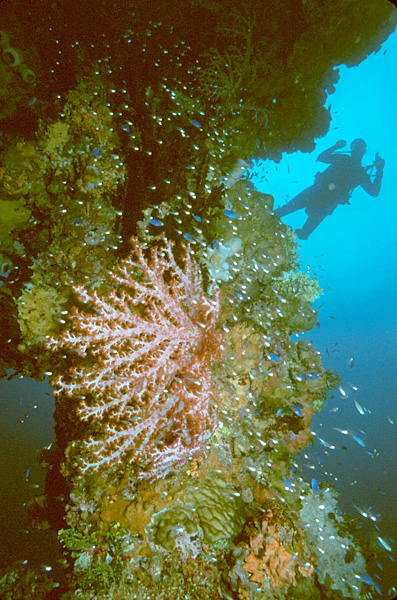
Mergulhador e corais moles ao lado do mastro do Hoki Maru